# چانگه زد-۱۸
چانگه زد-۱۸(به انگلیسی: Changhe Z-18)، همچنین به عنوان زد-۸جی شناخته می شود،  یک هلیکوپتر ترابری با ارتفاع متوسط است که توسط شرکت صنایع هواپیماسازی چانگه (CAIC) برای جایگزینی هاربین زد-۸ توسعه یافته است.

## کاربران
چین
- نیروی زمینی ارتش آزادیبخش خلق (زد-۱۸ای)[۲]

## مشخصات (زد-۱۸اف)
داده‌ها از Military Today
ویژگی‌های عمومی
- خدمه: ۲ خدمه پرواز
- ظرفیت: :

- ۲۷ مسافر یا
- ۱۵ برانکارد

- طول: ۲۳٫۰۵ متر (۷۵ فوت ۷ اینچ) (کلی، در حالت چرخش ملخ)
- ارتفاع: ۷ متر (۲۳ فوت ۰ اینچ)
- وزن خالی: ۷٬۰۰۰ کیلوگرم (۱۵٬۴۳۲ پوند)
- بیشترین وزن برخاست: ۱۳٬۸۰۰ کیلوگرم (۳۰٬۳۶۰ پوند)
- پیشرانه: ۳ عدد موتور توربوشفت WZ-6C
- قطر روتور اصلی:  ۱۹ متر (۶۲ فوت ۴ اینچ)

عملکرد
- حداکثر سرعت: ۳۳۶ کیلومتر بر ساعت (۲۰۹ مایل بر ساعت، ۱۸۱ گره)
- حداکثر ارتفاع: ۹٬۰۰۰ متر (۲۹٬۵۲۸ فوت)

تسلیحات

- Up to 4 Yu-7 ASW torpedoes or YJ-9 anti-ship missiles[۴]
- حداکثر ۳۲ سونوبوی

## همچنین ببینید
توسعه مرتبط
- آئروسپاسیال سوپر فرلون/هاربین زد-۸
- Avicopter AC313

هواگردهای با عملکرد، پیکربندی و یا دوره زمانی مشابه
- آگوستاوستلند ای‌دابلیو۱۰۱
- میل می-۳۸
- ان‌اچ‌اینداستریز ان‌اچ۹۰
- سیکورسکی اس-۹۲

فهرست‌های مرتبط
- List of rotorcraft